# کالکوفیلیت
کالکوفیلیت  (به انگلیسی: Chalcophyllite) با فرمول شیمیایی Cu18 Al2[(OH)9 - S04 - AsO4]3. 36H2O از مجموعه کانی هاست و از کلمات یونانی Khalkos یعنی مس و Phullon به معنای برگ گرفته شده‌است. محلول در اسیدها و آمونیاک - به راحتی ذوب می‌شود. CuO:۴۷٫۵۵٪  Al2O۳:۳٫۳۹٪  As2O۵:۱۱٫۴۵٪  SO۳:۷٫۹۸٪  H2O:۲۹٫۶۳٪  برای اولین بار در چک اسلواکی کشف شد و از نظر شکل بلور: پهن و کوتاه، رنگ: سبز زمردی - سبز متمایل به آبی تا سبز چمنی، شفافیت: شفاف - نیمه شفاف، جلا: شیشه‌ای - الماسی - صدفی، رخ: کامل - مطابق با، سیستم تبلور: تری کلینیک و در رده‌بندی آرسنیات است  و منشأ تشکیل آن ثانوی است.
همایند کانی‌شناسی (پارانژ) آن - آزوریت- کریزوکل- مالاکیت- لیمونیت است
، از نظر ژیزمان آگرگاتهای گل مانند یاتوده‌ای - بلوری تقریباْ کمیاب است و بیشتر در آلمان، اطریش، انگلستان، روسیه، شیلی، آمریکا یافت می‌شود.

## منبع
- پردیس کشاورزی ایران